# Sistema horari de 24 hores
|  | «24 hores» redirigeix aquí. Vegeu-ne altres significats a «24 hores (desambiguació)». |

El sistema horari de 24 hores divideix el dia en vint-i-quatre hores idèntiques, de manera que dotze corresponen al dia i dotze a la nit, tant en mitjans escrits, com en l'argot militar o tècnic i menys en l'oral. Pot conviure amb el sistema horari de 12 hores, que llavors indica si es tracta abans o després de les dotze de migdia. Es fan servir expressions com «del matí», ante meridiem (llatí per abans migdia, en el món anglosaxó sovint abreujat a.m.) o del vespre, de la tarda o post meridiem (llatí per a després de migdia, abreujat p.m.).
És el sistema recomanat per l'ISO 8601 per descriure dates i hores, perquè evita ambigüitats. Segons aquest sistema, el dia comença a les 00.00, just després de mitjanit i acaba a les 24.00; per tant ocupa franges de nit-dia-nit (en zones on la variació de llum és rellevant). L'instant 24.00 d'un dia coincideix amb el 00.00 del següent, la distinció només indica la jornada que es pren com a referència. Quan es descriu un esdeveniment que ocupa més d'un dia, es noten les hores com a 23.58, 23.59, 24.00, 00.01 i així successivament. Per separar hores i minuts, es fa servir el punt o dos punts, els minuts sempre amb dues xifres.
La majoria de rellotges analògics, però, empren un sistema de dotze hores, mentre que els rellotges digitals incloent els dels ordinadors permeten a l'usuari de triar quina presentació prefereix. Se sol indicar horaris amb el sistema de vint-i-quatre hores, amb excepció dels països anglosaxons i hispanoamericans que fan servir am i pm. En català parlat se sol utilitzar la divisió en dos períodes de dotze hores, o el «sistema de campanar» excepte per a horaris de transport públic, aeroports, etc.